# Kristus kronan s trnjem (Bosch, London)
Kristus kronan s trnjem, včasih znan tudi kot Zasmehovanje Kristusa, je slika olje na plošči Hieronymusa Boscha. Zdaj je v Narodni galeriji v Londonu, ki jo datira okoli leta 1510, čeprav nekateri umetnostni zgodovinarji dajejo prednost zgodnejšim datumom.
Še eno sliko iste teme Kristus kronan s trnjem v Boschevem slogu, vendar z drugačno sestavo, ima El Escorial blizu Madrida; ta se zdaj običajno pripiše sledilcu.  Druge slike, podobne londonski različici Boschevih sledilcev, so shranjene v več javnih zbirkah, med njimi zlasti Kristus kronan s trnjem z donatorjem, v muzeju Koninklijk v Antwerpnu, pa tudi primeri v Muzeju umetnosti Filadelfija in Kunstmuseum Bern, ki verjetno temeljijo na drugi Boschevi sliki, ki je zdaj izgubljena. Podobni prizori so vključeni tudi v Triptih Pasijon  v Museu de Belles Arts de Valencia, prav tako Boschevega sledilca.

## Opis
Oljna slika združuje dva dogodka iz biblijske pripovedi o Jezusovem trpljenju: Jezusovo zasmehovanje in kronanje s trnjem. V nasprotju z nasilnimi nameni štirih moških okoli njega s slike mirno gleda spokojni Jezus, oblečen v belo v središču zasedenega prizora. Zgoraj in za njim sta dva vojaka v oklepu, spodaj in spredaj pa klečita še dva gledalca.
Vojak na desni, s hrastovimi listi v klobuku in z zašiljenim ovratnikom, drži Jezusovo ramo, drugi vojak na levi, oblečen v zeleno s široko povito glavo s samostrelno puščico skozi pokrivalo, pa drži trnovo krono v roki orokavičeni roki, ki jo je hotel potisniti na Kristusovo glavo. Položaj trnove krone ustvarja svetniški sij nad Jezusovo glavo. Spredaj ima moški na levi modro haljo in rdeče pokrivalo, moški na desni v svetlo rdeči halji pa drži Kristusov plašč, da bi ga slekel. Pregled slike je pokazal, da je bil na predhodni skici prizor bolj brutalen, krutost pa je v končni različici zmanjšana, zaradi česar so izrazi moških postali bolj zagonetni. Štirje Kristusovi mučitelji lahko kažejo različne vidike štirih šaljivcev s flegmatičnimi in melanholičnimi vojaki ter optimističnimi in koleričnimi gledalci. Figure so strnjene v majhnem prostoru v eni ravnini, na način, ki spominja na  flamsko nabožno umetnost, ki sta jo popularizirala Hans Memling in Hugo van der Goes.
Slika je na hrastovi tabli in meri 73,8 cm × 59 cm. Naslikal jo je na nedokončani sliki svetega Krištofa, verjetno tudi Bosch. Je v dobrem stanju, čeprav so nekateri odtenki zbledeli, zlasti rdeča, bakrena zelena pa je postala rjava. Stanjšana barva je razkrila nekatere podrisbe in pentimente.
Bila je v zbirki Hollingworth Magniac, znana kot zbirka Colworth, nato pa so jo leta 1892 prodali s posestva njegovega sina Charlesa Magniaca in jo je kupil Robert Thompson Crawshay (četrti sin Roberta Thompsona Crawshaya). Pozneje jo je kupil trgovec z umetninami za Galleria San Giorgio v Rimu, leta 1934 pa jo je kupila Narodna galerija.

## Interpretacija
Kristus kronan s trnjem, je odmik od Boschevega običajnega sloga in od načina, kako je bil takrat pasijon navadno upodobljen s krvjo in nasiljem. Slika je varljivo preprosta in ima skrito simboliko. Na primer, hrastovi listi v klobuku figure zgoraj desno bi takrat razumeli, da se nanašajo na papeža Julija II., člana družine della Rovere; drugi vojak pa se s samostrelno puščico v klobuku sklicuje na zavezništvo med papežem in svetim rimskim cesarjem Maksimilijanom I. in Ludvikom XII. iz Francije, ki podpira papeževe militaristične ambicije. Spodnje figure predstavljajo meščanstvo in kmečko prebivalstvo; spodnja figura na desni je po fizionomiji identificirana kot Jud, tista na levi pa kot Turčin po polmesecu in zvezdi na pokrivalu; sklicujeta se na dejstvo, da si je bil papež pripravljen sposoditi denar od Judov in je imel celo opravke z nevernimi Turki.

## Dodeljevanje in datacija
Slika Kristus kronan s trnjem je soglasno pripisana Boschu. Po besedah  strokovnjakov Charlesa de Tolnayja in Jacquesa Combeja je delo iz Boschevega srednjega obdobja. Po mnenju De Tolnaya so nanj morda vplivali poznogotski primeri iz Francije in Flandrije. Po Combeu je delo prvo iz skupine polfiguralnih predstav pasijona, ki na primer vključuje tudi Nošenje križa v Gentu. Po besedah Ludwiga von Baldassa je nastalo po Kronanju s trnjev v Antwerpnu. Dandanes pa se domneva, da je slednje delo naslikal sledilec.
Dendrokronološke raziskave so pokazale, da je delo verjetno nastalo okoli leta 1485 ali kasneje.
- Kristus, kronan s trnjem, Boschev sledilec, v El Escorialu
- Podobna slika, Boschev sledilec, v Koninklijk Museum voor Schone Kunsten Antwerpen
- Različica Boschevega sledilca v Philadelphia Museum of Art
- Pasijon triptih, Boschev sledilec, Museu de Belles Arts de Valencia